# Peter Stuyvesant Series (Formula 5000)
La Peter Stuyvesant Series fu un campionato motoristico che si tenne in Nuova Zelanda, nel 1976. Fu, di fatto, l'erede, per parte neozelandese della Formula Tasman, tanto che utilizzava gli stessi circuiti, anche nello stesso arco temporale.
Il nome derivava dallo sponsor, una marca di sigarette dell'Imperial Tobacco, molto popolare nell'emisfero australe.

## La storia
La prima edizione di questo campionato fu aperta a vetture di Formula 5000, esattamente come accadeva nelle ultime edizioni della Formula Tasman. Il campionato venne vinto dal pilota locale Ken Smith, al volante di una Lola T330-Chevrolet. Al campionato parteciparono per lo più piloti dell'Oceania, tranne l'inglese Brian Redman, che si schierò con una vettura di Formula 2.
Dalla stagione seguente, pur mantenendo la stessa denominazione, il campionato vide al via vetture di Formula Pacific.

## Albo d'oro
| Anno | Campione  | Vettura             | Team             |
| ---- | --------- | ------------------- | ---------------- |
| 1976 | Ken Smith | Lola T330-Chevrolet | La Valise Travel |